# ستيفن برون
ستيفن برون (بالفرنسية: Stephen Brun)‏ (و. 1980  م) هو لاعب كرة سلة فرنسي، ولد في كاين، مركز لعبه هو لاعب هجوم قوي الجسم.

## روابط خارجية
- ستيفن برون على موقع الاتحاد الدولي لكرة السلة (الإنجليزية)
- ستيفن برون على موقع الدوري الأوروبي لكرة السلة (الإنجليزية)
- ستيفن برون على موقع كرة السلة الأوروبية.كوم (الإنجليزية)
- ستيفن برون على موقع ريلجم (الإنجليزية)
- ستيفن برون على موقع بروبوليرز (الإنجليزية)
- ستيفن برون على موقع سبورتس رفرنس (الإنجليزية)